# 鬼岩寺
鬼岩寺（きがんじ）は、静岡県藤枝市藤枝三丁目16-14にある高野山真言宗の寺院。

## 歴史
726年（神亀3年）、行基によって開山された。寺号の「鬼岩寺」は、弘法大師空海が法力で鬼を封じ込めたと伝えられる裏山の巨岩・岩穴に由来する。
室町時代、室町幕府第3代将軍足利義満と第6代将軍足利義教は、富士遊覧の際に当寺にて宿泊した。
当寺には、約400基もの石塔群がある。南北朝時代から戦国時代にかけてのものである。

## 文化財
- 鬼岩寺の鰐口（藤枝市指定文化財 1965年（昭和40年）8月9日指定）[3]
- 鬼岩寺の石塔群（藤枝市指定文化財 2002年（平成14年）3月20日指定）[3]

## ギャラリー

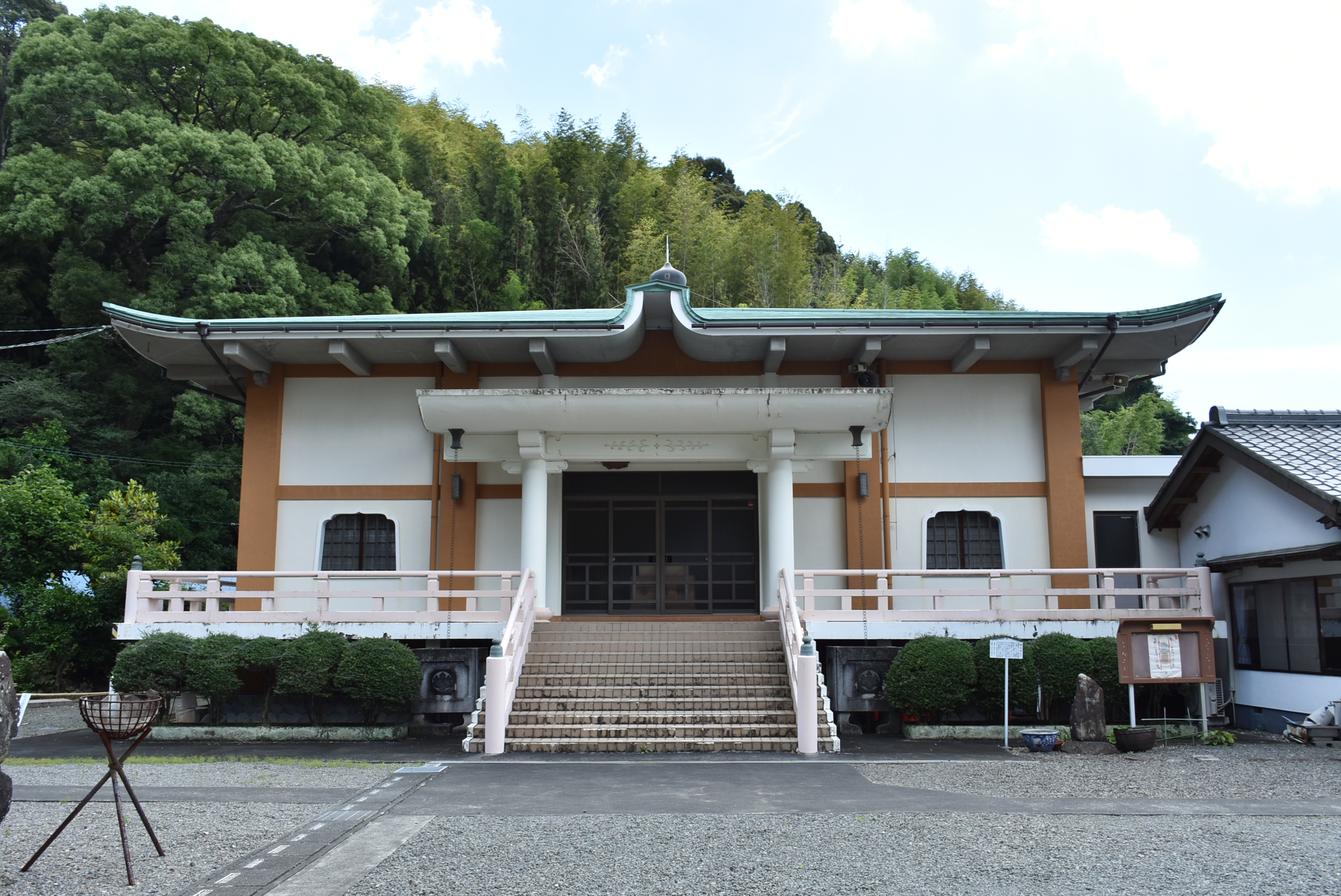
観音堂（本堂）
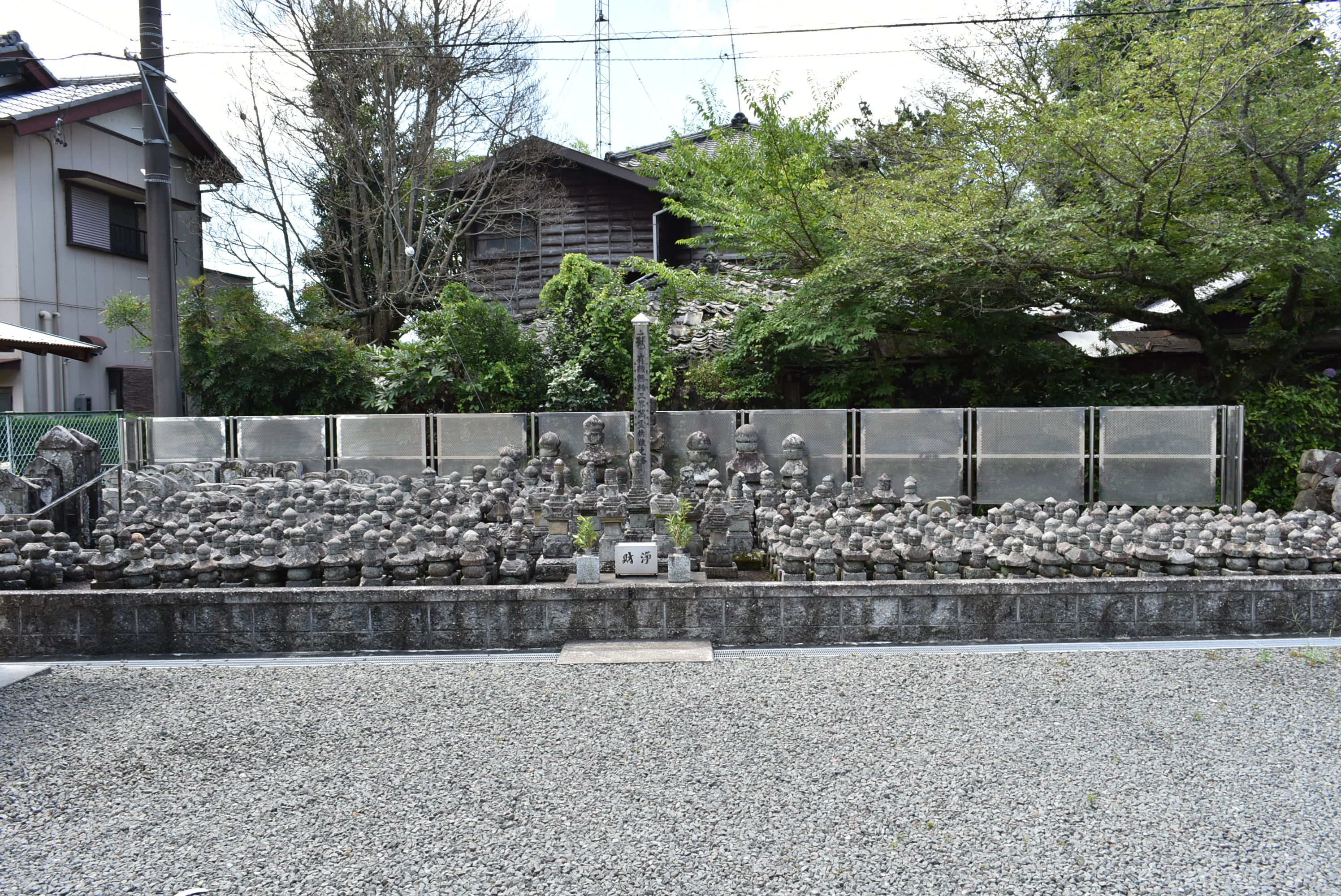
石塔群
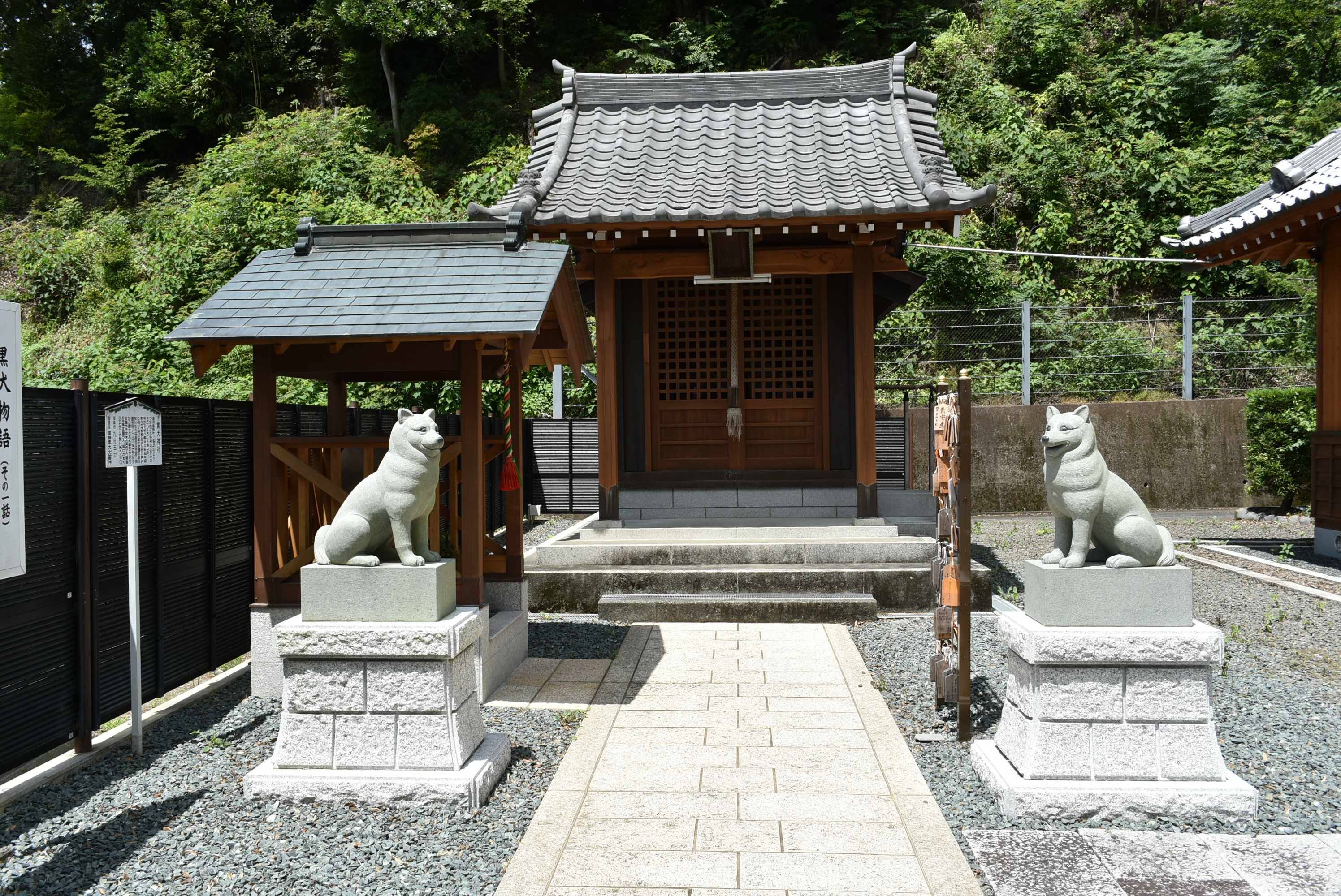
黒犬神社
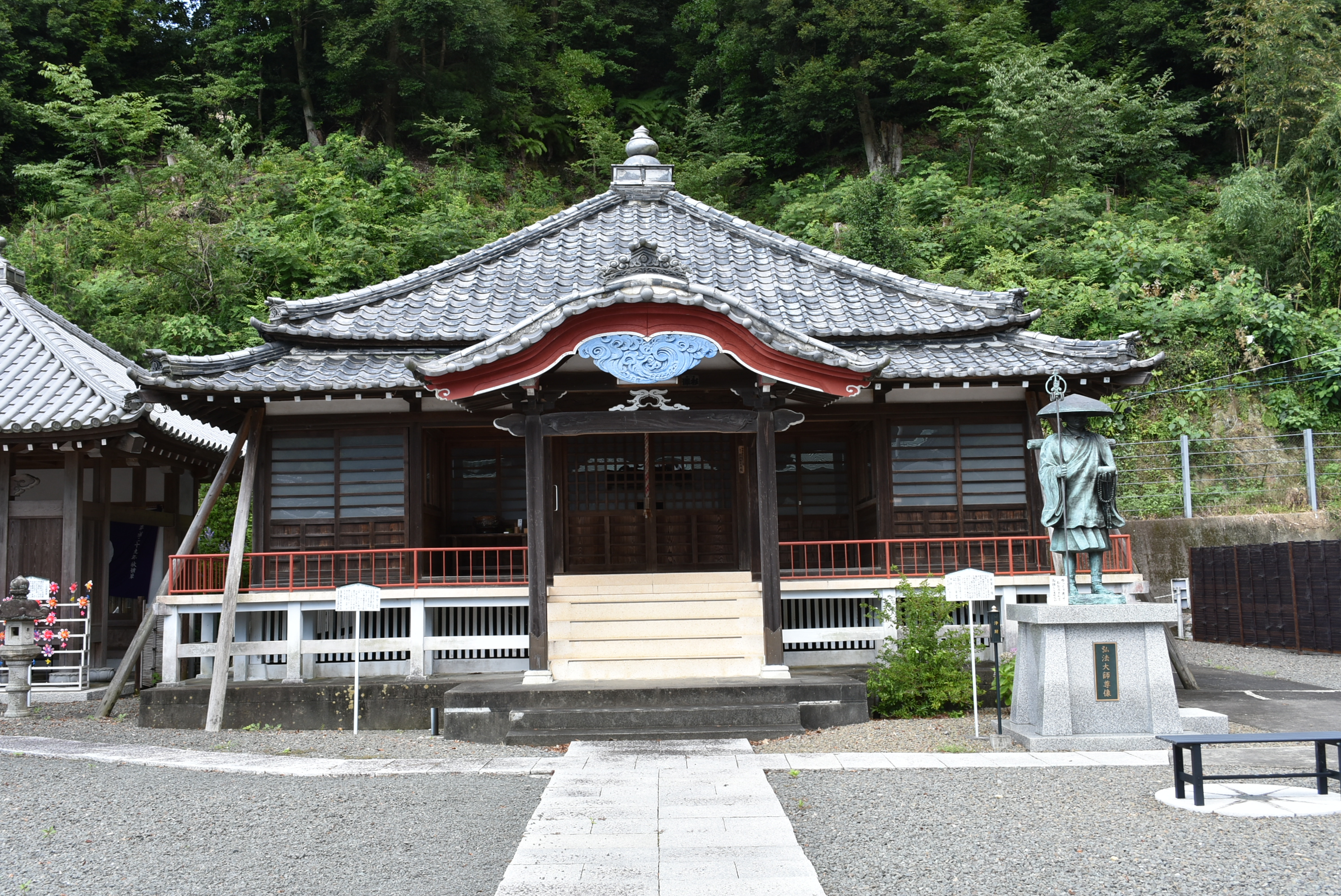
祖師堂（大師堂）
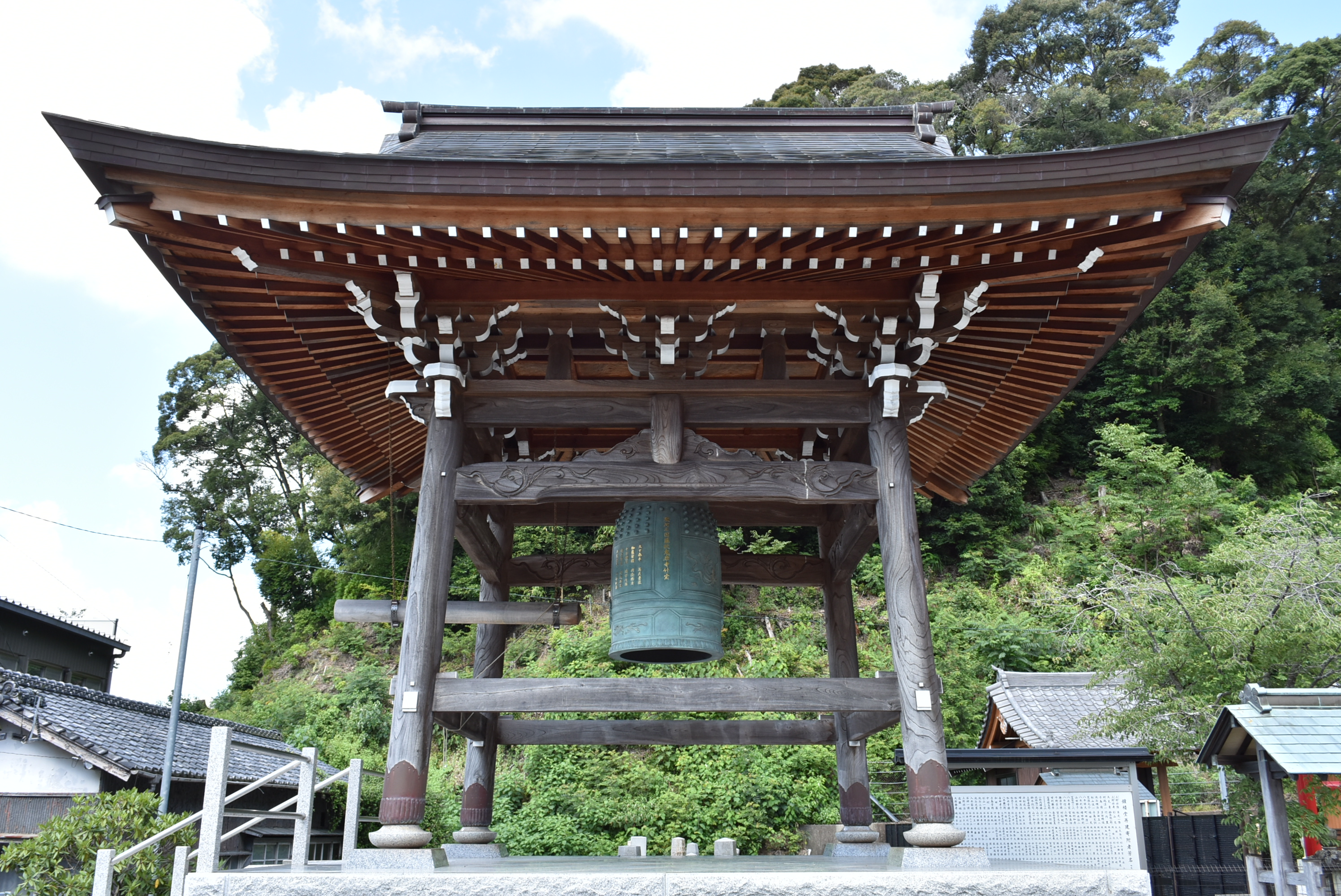
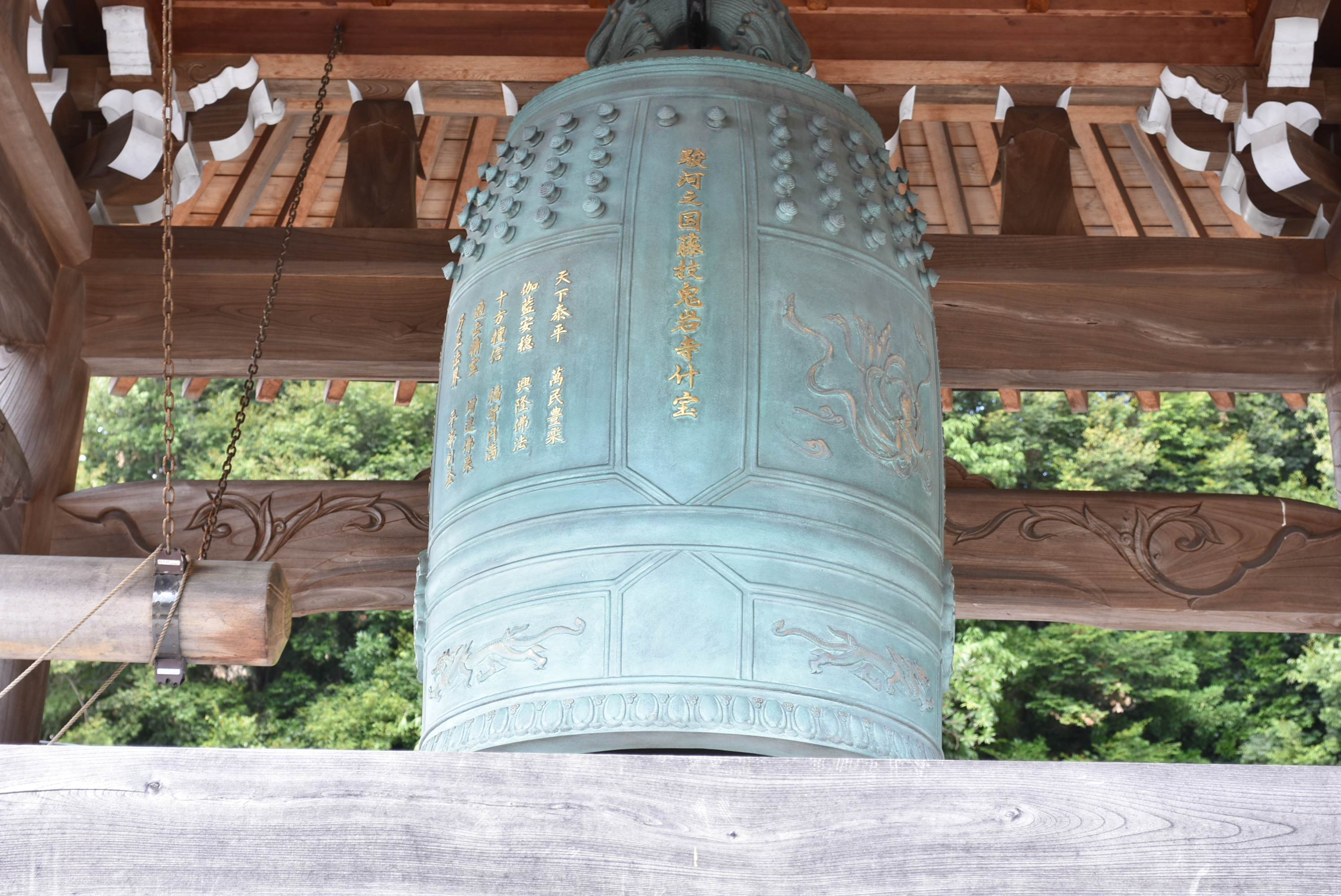
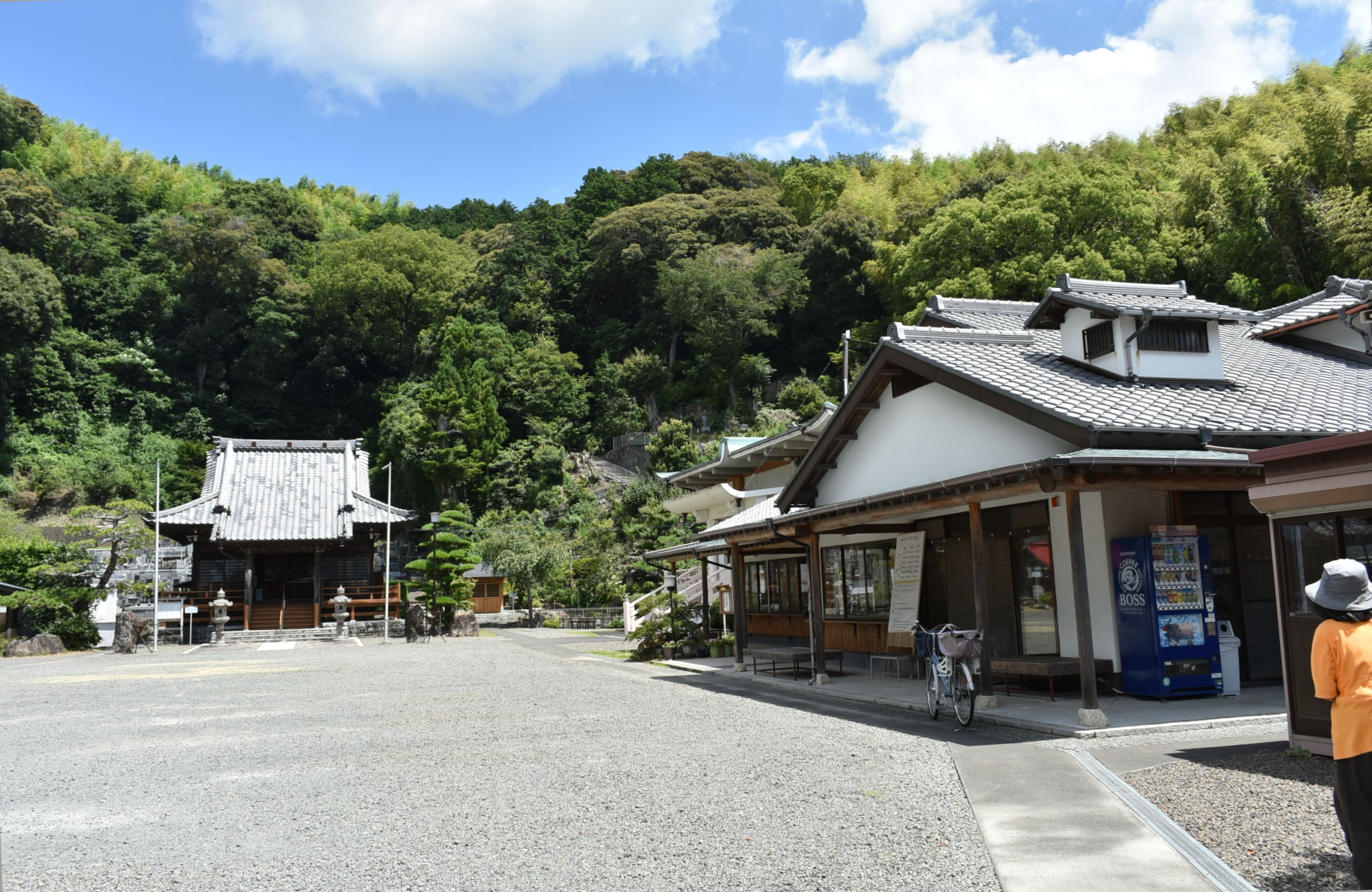
境内

## 交通アクセス
- 藤枝岡部ICより車15分。